# Emanuel Voß

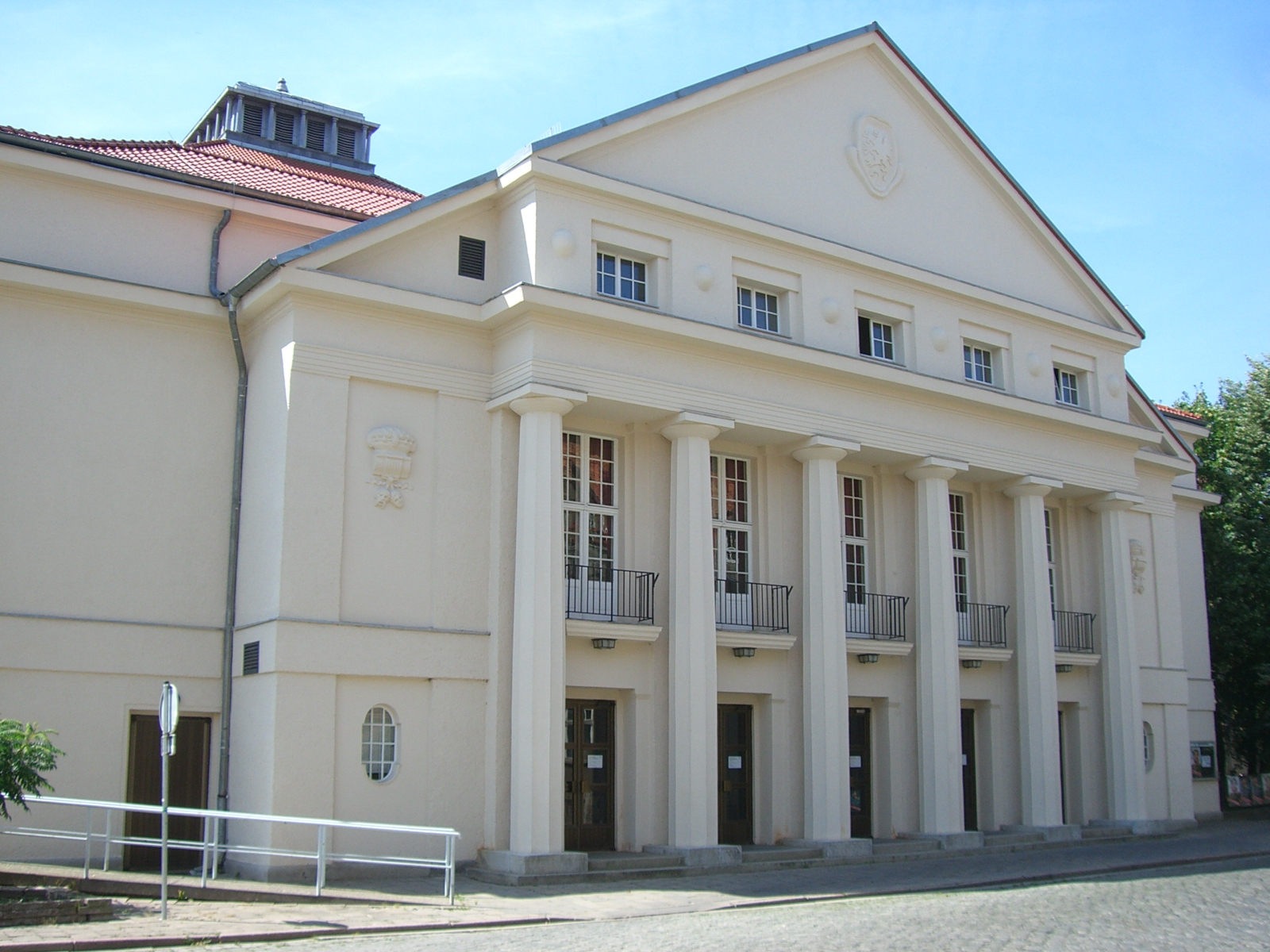
Theater in Greifswald

Emanuel Voß (* 24. März 1873 in Lüneburg; † 23. Februar 1963 in Greifswald) war ein deutscher Opernsänger (Tenor), Intendant und Theaterdirektor.

## Leben
Emanuel Voß war der Sohn eines Hamburger Schuldirektors. Nach dem Abitur ging er bei einer Import-Export-Firma in die Lehre. Nach dem Studium am Konservatorium Sondershausen begann er seine Bühnenlaufbahn als Kapellmeister am dortigen Theater. Anschließend war er als lyrischer Tenor in Straßburg engagiert. Es folgten Engagements als Heldentenor in Aachen, Rostock, Magdeburg,  Regensburg und Stettin, wo er von 1906 bis 1911 dem Stadttheater angehörte. In Rostock war er Mitglied der Freimaurerloge Zu den drei Sternen.
Voß war vor allem als Wagnersänger erfolgreich und gastierte nicht nur an zahlreichen großen Bühnen, sondern organisierte auch beispielsweise mit eigenem Personal von Stettin aus 1907 Operngastspiele in Greifswald. Seiner Initiative und finanziellen Unterstützung ist der Neubau des Stadttheaters in Greifswald zu verdanken, das am 10. Oktober 1915 eingeweiht und fortan von ihm als Oberspielleiter geführt wurde (Ernennung zum Intendant 1923). Hier wurde fast das gesamte Opernrepertoire aufgeführt, wie z. B. Werke von Wagner, Puccini, Janáček und Bartók. Wesentlichen Anteil am Erfolg der Greifswalder Opern- und Konzertaufführungen hatte in den Jahren 1923 bis 1929 nach seiner Aussage und nach den Rezensionen der Kapellmeister Erich Peter.
Von 1936 bis 1942 war Voß aus politischen Gründen im vorzeitigen Ruhestand und zog nach Hamburg um. Er leitete das Theater wieder von 1943 bis 1949.
Emanuel Voß war verheiratet mit der Opernsängerin Maria Sorelli-Voß, geb. Sobotka (* 31. Januar 1879).

## Schriften
- Das Theater in der Universitätsstadt Greifswald in alter und neuer Zeit. Aus den Erinnerungen des ersten Intendanten des Neuen Theaters, Emanuel Voss. Maschinenschriftlich, Universitätsbibliothek Greifswald Signatur: 558/Eb 358:35n 4°, 1956[6]. Darin S. 38–61: Mein Leben und meine Tätigkeit am Stadttheater in Greifswald; Auszug auch abgedruckt in: Monika Meyer-Klette: Aus der Theatergeschichte der Hanse- und Universitätsstadt Greifswald. 1994